# تئاتر روستاولی
تئاتر روستاولی (گرجی: შოთა რუსთაველის სახელობის აკადემიური თეატრი) یک سالن نمایش در تفلیس، گرجستان است.
این تئاتر که در سال ۱۸۸۷ تأسیس شده دارای سه سالن با ظرفیت‌های ۷۸۶ نفر، ۳۰۰ نفر و ۱۸۲ نفر است.

## نگارخانه

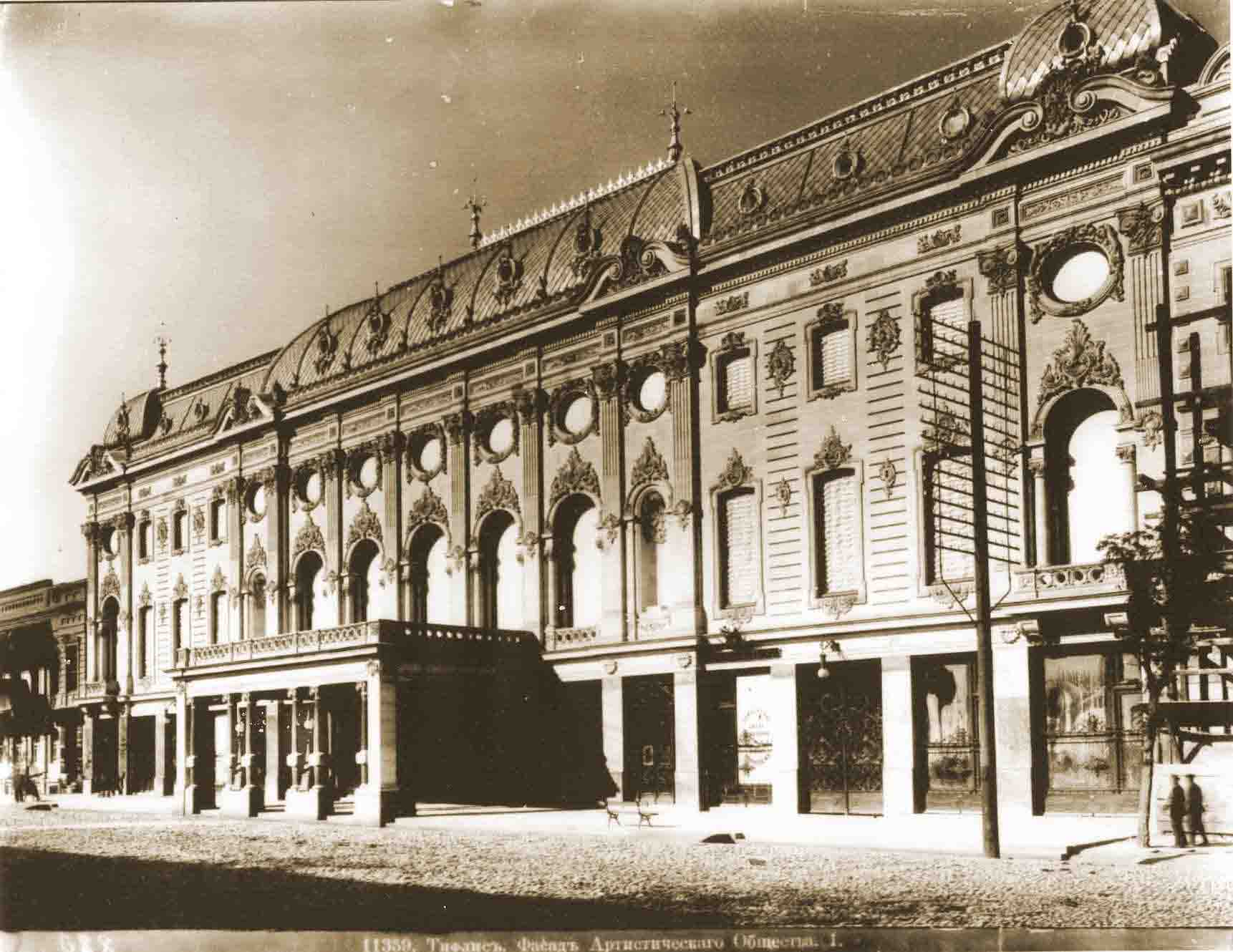
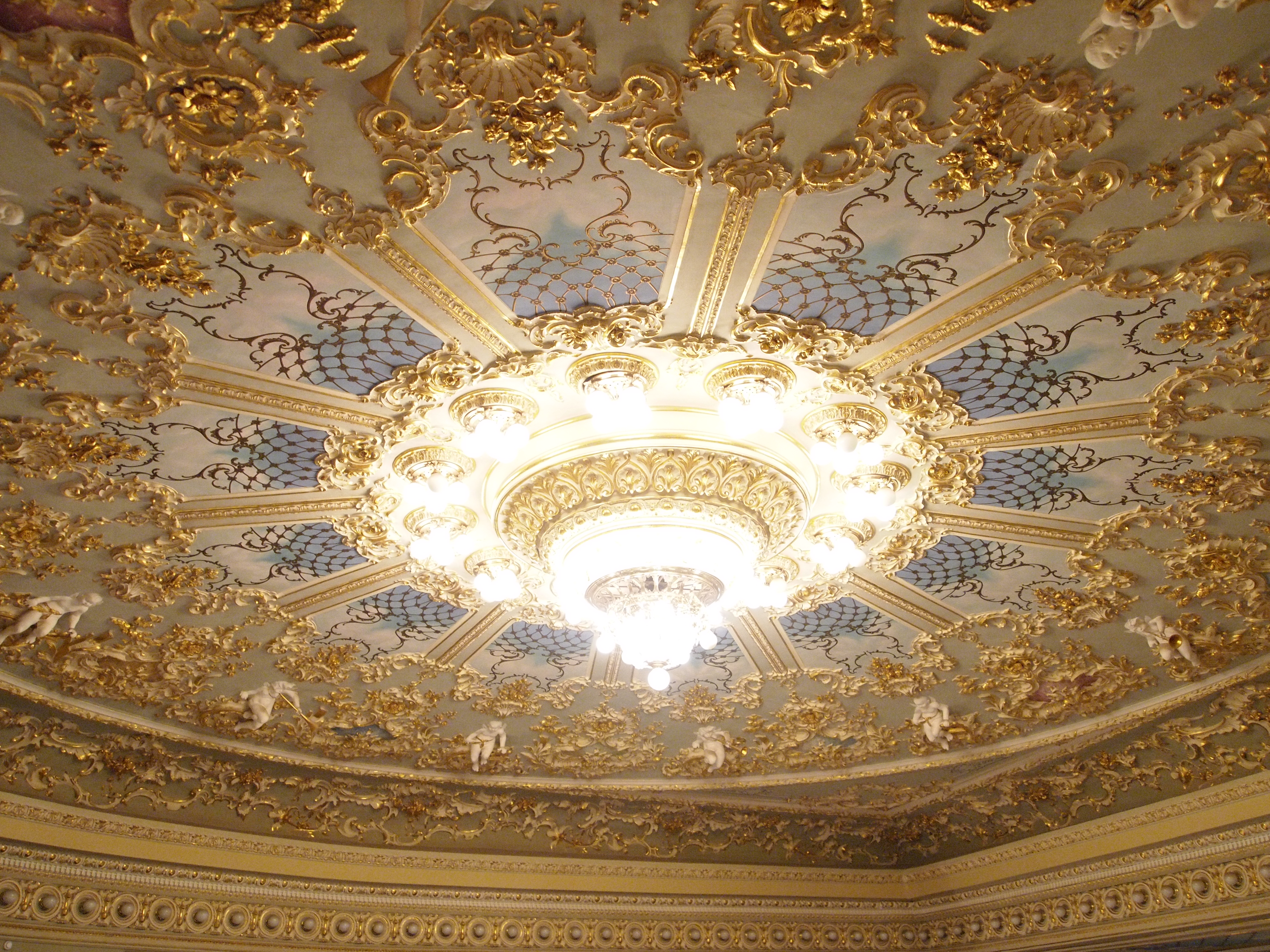
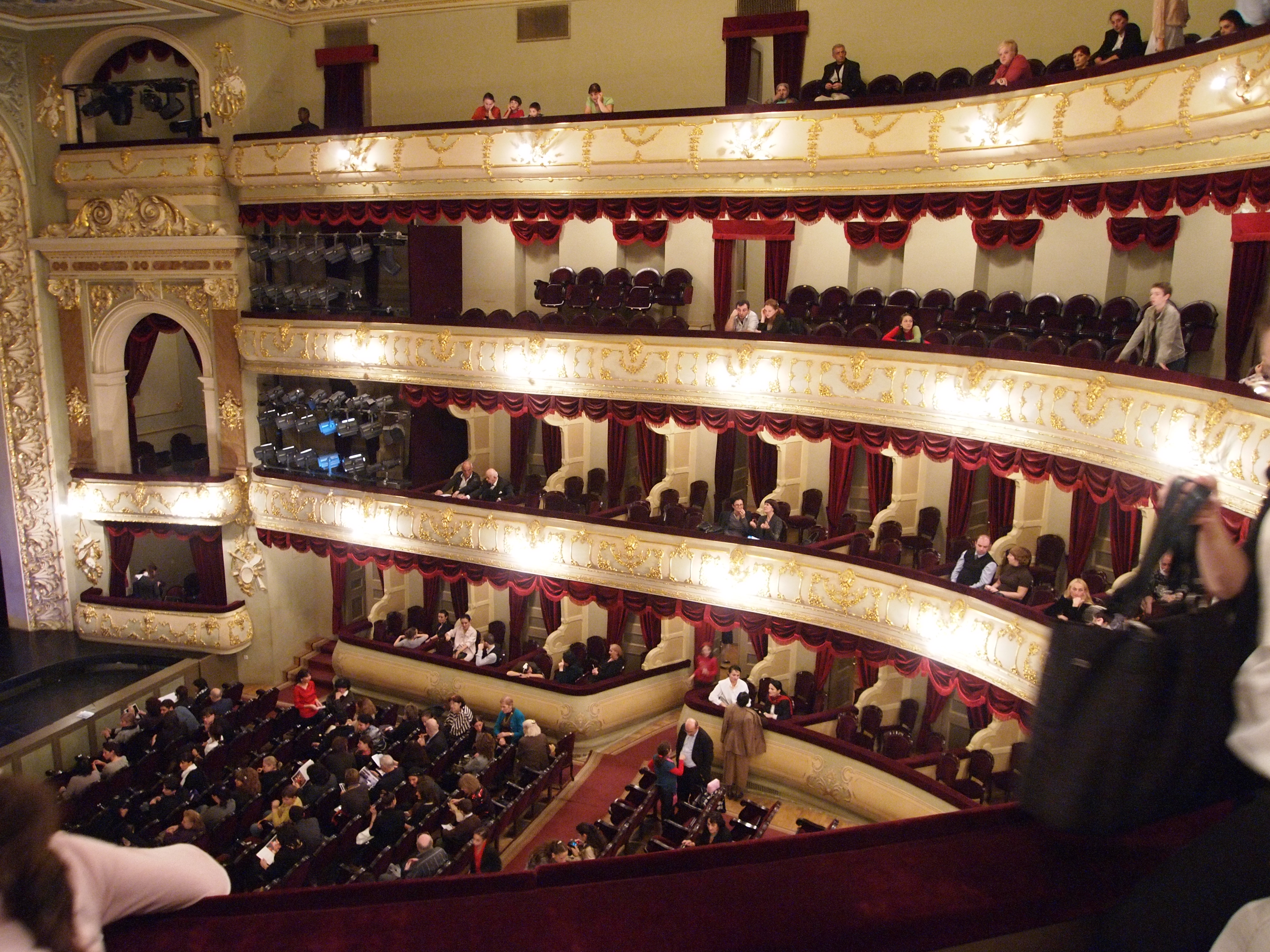
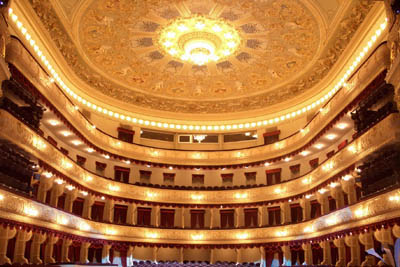